# Benelli Armi
Benelli Armi S.p.A. es un fabricante de armas de fuego italiano. Sus armas son usadas en todo el mundo por civiles, policías y cuerpos militares.
En 1967, los hermanos Benelli, propietarios de la fábrica de motocicletas, fundaron la Benelli Armi en Urbino, debido a su gran pasión por la caza. Tuvieron la genial intuición al comprender que las escopetas deberían progresar dentro de las armas de repetición y decidieron construir una escopeta de caza capaz de disparar cinco cartuchos en menos de un segundo.
Bruno Civolani realiza su proyecto inventando el sistema inercial Benelli, que aprovecha la inercia de la masa, sustituyendo así el tradicional mecanismo de toma de gas y garantizando seguridad y fiabilidad.

## Modelos
ESCOPETAS
- Benelli SL 121
- Benelli SL 80 Passion
- Benelli Centro
- Benelli Montefeltro
- Benelli Raffaello
- Benelli Raffaello Crio
- Benelli Super 90
- Benelli Crio Comfort
- Benelli Vinci
- Benelli M3
- Benelli M3 Super 90
- Benelli M4
- Benelli M4 Super 90
- Benelli XM 1014
- Benelli Premium
- Benelli Premium Superligera
- Benelli 828U
- Benelli Raffaello Power Bore
- Benelli Super Black Eagle
- Benelli M2
- Benelli Nova
- Benelli Supernova
- Benelli Belmonte

RIFLES
- Benelli Argo
- Benelli Argo E
- Benelli Argo E Comfortech
- Benelli Argo E Pro
- Benelli MR1